# 10382 Hadamard
10382 Hadamard è un asteroide della fascia principale. Scoperto nel 1996, presenta un'orbita caratterizzata da un semiasse maggiore pari a 2,4136939 UA e da un'eccentricità di 0,1945812, inclinata di 5,47981° rispetto all'eclittica.